# Вильгельм I (граф Веймара)
Вильгельм I (нем. Wilhelm I.; умер 16 апреля 963) — граф в Южной Тюрингии в 949 году, граф в Гуситингау в 958 году, граф в Гельмегау и Альтгау в 961 году, родоначальник династии графов Веймар-Орламюнде. В источниках Вильгельм именуется potestas praefectoria, что указывает на то, что он занимал в своих владениях положение маркграфа. В поздних источниках он часто называется графом Веймара, хотя в раннесредневековых исторических источниках впервые этот титул применяется только по отношению к его сыну Вильгельму II.

## Биография
Точное происхождение Вильгельма неизвестно. По мнению историка Д. Джекмана, Вильгельм мог быть сыном тюрингского графа Майнверка I, вероятного мужа сестры Хатебурги Мерзебургской, первой жены германского короля Генриха I Птицелова. Основанием для этого предположения послужило то, что Майнверк вместе с братом был владельцем Альтгау, которое позже досталось Вильгельму.
Вильгельм владел обширными владениями в Южной Тюрингии, Гуситингау, Гельмегау и Альтгау. Ядром его владений были Веймар, Йена и Апольда. Позже эти владения получили название графства Веймар. Вероятно, что Вильгельм получил часть земель в Тюрингии после конфискации в 913 году владений восставших тюрингских графов Бурхарда и Бардо. Видукинд указывает, что конфискованные владения герцог Саксонии Генрих (будущий король Генрих I) раздал своим соратникам. Одним таким награждённым соратников мог быть Вильгельм.
В дальнейшем Вильгельм расширил свои владения за счёт многочисленных дарений, сделанных Оттоном I Великим. Но в 953 году Вильгельм, который был к тому моменту самым могущественным графом в Тюрингии, присоединился к восстанию Людольфа Швабского против императора Оттона I. В результате Вильгельм был пленён, лишён владений и помещён в заключение под надзором герцога Баварии Генриха I. Впрочем, к 956 году Вильгельм получил свободу, а владения ему были возвращены.
Вильгельм умер 16 апреля 963 года. Наследовал ему старший сын Вильгельм II.

## Брак и дети
Имя жены Вильгельма неизвестно. Вероятнее всего его жена была дочерью маркграфа Сорбской марки Поппо II. Дети:
- Вильгельм II Великий (ум. 14 декабря 1003), граф Веймара
- Поппо (ум. до 973)
- Сигберт